# Chloroformiate de benzyle
Le chloroformiate de benzyle est l'ester benzylique de l'acide chloroformique, ClCOOH. Il est aussi connu sous le nom de chlorocarbonate de benzyle. C'est un liquide huileux de couleur jaune à incolore et d'une odeur piquante. Quand il est chauffé, le chloroformiate de benzyle émet du phosgène et il produit des fumées toxiques et corrosives quand il est mis en contact avec de l'eau.
Le chloroformiate de benzyle est utilisé en synthèse organique pour introduire sur des amines le groupe protecteur carboxybenzyle (Cbz ou Z):
Le groupe protecteur Cbz nouvellement formé peut être éliminé dans des conditions réductrices.